# Proceropes secunda
Proceropes secunda is een eenoogkreeftjessoort uit de familie van de Adenopleurellidae. De wetenschappelijke naam van de soort is voor het eerst geldig gepubliceerd in 1946 door Smirnov.